# Camp Hale
Camp Hale was een trainingsfaciliteit van het Amerikaanse leger. Het lag in de staat Colorado, tussen Red Cliff en Leadville in de vallei van Eagle River. Het kamp dankte zijn naam aan generaal Irving Hale.

## Tweede Wereldoorlog
Het werd gebouwd in 1942 voor de divisie die in de Tweede Wereldoorlog vocht onder de naam 10th Mountain Division. De soldaten werden hier getraind in klimsport, skiën en survival in koud weer. In volle bezetting bood het plaats aan 16.000 soldaten.

## Training Tibetaanse guerrillastrijders
In Camp Hale trainde de CIA van 1959 tot 1964 in het geheim de Tibetaanse guerrilla's van Chushi Gangdruk. De operatienaam van het project kreeg de codenaam ST Circus. De operatie was vergelijkbaar met die van de CIA om dissidente Cubanen te trainen voor wat later bekend werd als de Invasie in de Varkensbaai.
Dit terrein werd gekozen vanwege de gelijkenissen van de Rocky Mountains met het Tibetaans Hoogland. De Tibetanen noemden het Kamp Dhumra (tuin). De CIA liet het verhaal in lokale kranten rondgaan, dat Camp Hale een terrein was voor kernproeven en het om die reden werd gerekend tot een hoge veiligheidszone. Instructeurs gingen voor rust en recreatie naar het mijnstadje Leadville, waar allerlei geruchten rond gingen over het kamp, maar niemand uiteindelijk de ware functie ontdekte.
Bij elkaar werden 259 Tibetanen getraind in Camp Hale. Een aantal werd in Tibet gedropt om samen te gaan met lokale verzetsbewegingen. Een ander deel ging over land naar Tibet op zoek naar inlichtingen. De weinige eenheden die succesvol waren om Tibetaanse verzetseenheden op te zetten, opereerden vooral vanuit het koninkrijk Mustang in Noord-Nepal. Nadat Camp Hale in 1964 werd ontmanteld, bleven er geen Tibetanen achter in Colorado.

## Na de ontmanteling

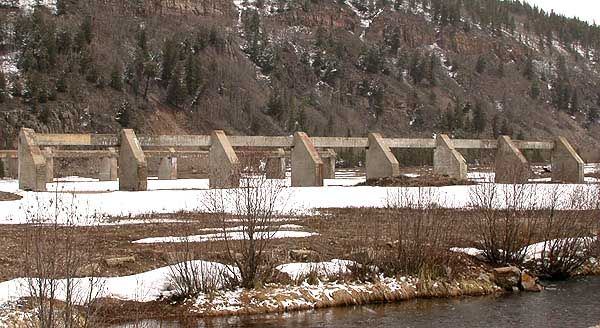
Ruïnes van barakken in april 2005

Nadat het kamp in 1964 werd gesloten, werd het terrein afgezegeld en de omtrek door militaire politie bewaakt.
Na 1964 werd Camp Hale geschonken aan United States Forest Service, de onderhouder van de Amerikaanse bossen.
Sinds 1974 zette Meet The Wilderness, een non-profit-organisatie uit Eagle County, er een ontwikkelingscentrum voor minderbedeelde jeugd op, die dezelfde buitendeuractiviteiten beleefden als de 10th Mountain Division.
In 2003 werd er een schoonmaakactie ondernomen om de explosieven op te ruimen die niet waren afgegaan.
In oktober 2022 verklaarde president Biden het terrein tot natuurmonument.